# Femmes, race et classe
Femmes, race et classe (en anglais : Women, Race and Class) est un recueil d'essais publié en 1981 par la militante, philosophe et autrice américaine Angela Davis. 
Il présente une analyse féministe marxiste du genre, de la race et de la classe sociale. Il s'agit du troisième livre de Davis, couvrant l'histoire des États-Unis depuis la période des traites négrières et les mouvements abolitionnistes jusqu'aux mouvements de libération des femmes débutés dans les années 1960,,.

## Biographie

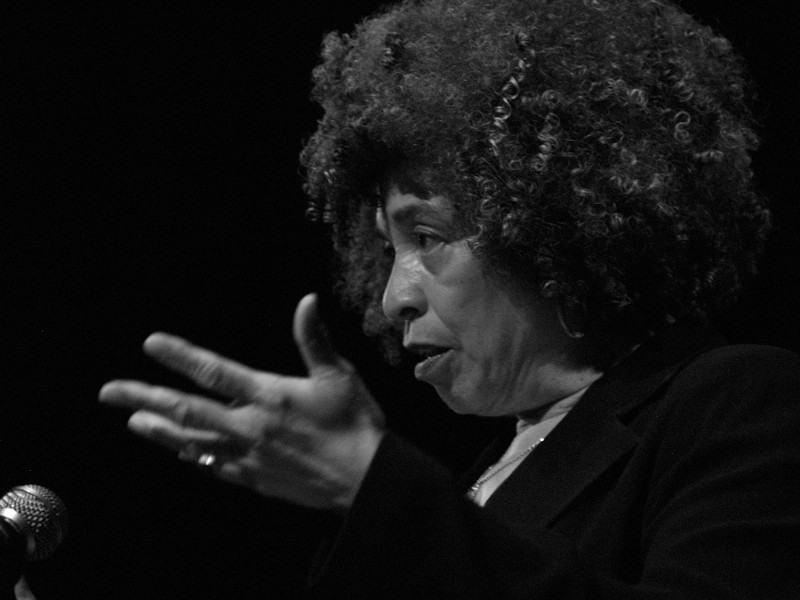
Portrait d'Angela Davis en 2006.

Angela Davis est née en 1944 dans l'État de l'Alabama aux États-Unis. Elle est l'aînée d'une famille noire de quatre enfants issue de la classe moyenne. Le militantisme fait partie de sa vie depuis sa jeunesse. Elle s'inspire des femmes de sa famille opposées aux lois Jim Crow. Elle prend part à des groupes socialistes et s'inscrit dans l'idéologie du marxisme-léninisme. Elle étudie à l'Université Brandeis, avec une spécialisation en français. Elle se forme ensuite auprès du philosophe Herbert Marcuse et rejoint le Black Panther Party et le Parti communiste américain à la fin des années 1960. Après avoir obtenu une maîtrise, elle commence à enseigner la philosophie à l'Université de Californie à Los Angeles. Elle est licenciée à plusieurs reprises en raison de ses convictions politiques et emprisonnée deux ans pour avoir acheté des armes utilisées plus tard par le révolutionnaire Jonathan P. Jackson, avant d'être libérée en 1972, puis acquittée.
L'ouvrage de 1981 Femmes, race et classe est son troisième livre,,. Il fait suite à If They Come in the Morning: Voices of Resistance [S'ils viennent le matin : les voix de la résistance] (1971), un recueil rassemblant ses textes sur son expérience de la prison et ceux d'autres auteurs. Son deuxième livre, Angela Davis: An Autobiography (1974), porte sur le mouvement des droits humains et son influence sur sa pensée.

## Synopsis
Femme, race et classe est un recueil d'essais féministes et anti-racistes décliné en 13 chapitres. Il couvre la période allant de l'esclavage aux États-Unis au mouvement américain de libération des femmes des années 1960 jusqu'à la date de publication du livre,,. Davis applique l’analyse marxiste aux rapports entre classe, race et capitalisme en Amérique. Elle critique le fait que le mouvement de libération des femmes ait été dirigé par et pour les femmes blanches de la classe moyenne, excluant ainsi les femmes noires, les autres femmes non blanches ainsi que celles issues d'autres classes sociales,. Elle émet des critiques similaires concernant le droit de vote des femmes. Elle commente également la participation des femmes blanches au mouvement abolitionniste. Le livre décrit aussi le mouvement des clubs de femmes.
Davis décrit le rôle économique des femmes noires esclaves. Elle écrit que les combats des femmes noires durant la période esclavagiste sont similaires à ceux des hommes noirs. Cependant, on attendait aussi d'elles qu'elles effectuent des tâches domestiques, comme n'importe quelle autre femme indépendamment de la race. En suivant une analyse marxiste, Davis affirme que la libération des femmes consiste à socialiser les femmes en participant au travail salarié et domestique. Elle estime que le viol est un crime de pouvoir, donnant l'exemple des hommes blancs violant leurs esclaves noires. Davis décrit le rôle de la race dans le viol et l'archétype du violeur noir. Elle aborde également les liens entre race et contrôle des naissances, reliant les mouvements pour le droit à l'avortement à la Société eugéniste et commentant la stérilisation des femmes noires et portoricaines.

## Analyse
Bernice McNair Barnett de la revue Race, Gender & Class écrit que, dans Femmes, race et classe, Davis est l'une des premières chercheuses à faire une analyse intersectionnelle de la race, du sexe et de la classe. Elle et d'autres femmes de couleurs auteures de la même période ont permis le développement de telles analyses et recherches dans le monde universitaire. Ce domaine universitaire est parfois appelé « étude intersectionnelle de la race, du genre et de la classe ». Les critiques de Race & Class comparent ce livre à Ain't I a Woman ? (1981) de bell hooks. Les deux ouvrages commencent en effet par des comparaisons entre les femmes blanches et noires dans les mouvements abolitionnistes et ceux pour le suffrage aux États-Unis.

## Critique
Valerie A. Batts de la revue Women & Therapy (en) fait l'apologie du livre et le qualifie de « récit extrêmement bien documenté » sur les mouvements de femmes aux États-Unis. Elle salue l'écriture de Davis comme étant « claire et très lisible ». Anne Laurent, dont le travail porte principalement sur les droits des femmes, écrit en 1982 dans le Washington Post que le livre est « bien documenté » en termes d'histoire plus ancienne, mais lui reproche de n'apporter que « peu d'informations nouvelles » et d'être « curieusement daté » sur l'histoire contemporaine. Elle loue « l'abondance de données » du livre, mais souligne qu'il s'agit « d'un rassemblement d'essais disparates ». Les critiques de Race & Class reprochent à Angela Davis le fait que certaines questions restent « sans réponse », en particulier en ce qui concerne l'analyse marxiste. Cette dernière omet d'interroger le rapport des femmes à la valeur et à la valeur d'échange dans une économie capitaliste, et ne tient pas compte du fait que la « subordination » des femmes au travail salarié serait indésirable.

## Lectures complémentaires
- Woehrle, « General overview of feminism and social change – Women, Race, and Class by Angela Davis », Women's Studies Quarterly, Feminist Press, vol. 23, nos 3–4,‎ 1995, p. 215
- (pt) De Mesquita Silva, « Diáspora negra em contexto de tradução: discutindo a publicação de Mulheres, raça e classe, de Angela Davis, no Brasil », Trabalhos em Lingüística Aplicada, University of Campinas,‎ 2018 (ISSN 0103-1813)